# 이별 (1973년 영화)
이별은 1973년 공개된 대한민국의 영화이다.

## 배역
- 김지미
- 신성일
- 오수미
- 한묵